# József Szén
József Szén (nacido el 9 de julio de 1805 en Pest, fallecido el 13 de enero de 1857), fue un ajedrecista húngaro.
Graduado en Derecho, trabajó como archivero municipal de la ciudad de Pest.

## Trayectoria como ajedrecista
Jugaba a menudo en el Café Worm de Pest, contra cualquier oponente, por una apuesta de 20 kreuzers. Jugador muy fuerte en los finales, tenía el apodo de "el Philidor húngaro".
En 1836 Szén jugó un encuentro en París contra Louis-Charles Mahé de La Bourdonnais,donde La Bourdonnais le daba ventaja de peón y dos movimientos. Szén ganó con un marcador de (+13 = 0 -12). También en 1836, empató un encuentro con Hyacinthe Henri Boncourt.
Entre 1836 y 1839, aprovechando el viaje que realizó por Europa, visitó Francia, Inglaterra y Alemania. Durante su estancia en Alemania, destacar sus enfrentamientos con miembros del Club de Ajedrez de Berlín. Perdió el enfrentamiento contra Paul Rudolph von Bilguer, y perdió su encuentro contra Carl Mayet (+2 -3 =1). Contra Tassilo von Heydebrand und der Lasa perdido los dos primeras partidas y ganó la tercera. Ante Ludwig Bledow perdió la primera y ganó la segunda.
En 1839, Szén fundó el Club de Ajedrez de Pest ( Pesti Sakk-KOR ). Entre 1842 y 1846, lideró un equipo de jugadores de Pest de ajedrez por correspondencia, completado por Johann Jakob Lówental y Vincenz Grimm, que batió a un equipo de París, dirigido por Pierre-Charles Fournier de Saint-Amant, por dos victorias a cero. El equipo húngaro introdujo la Defensa húngara (1. e4 e5 2. CF3 Cc6 3. Ac4 Ae7). 
Por desgracia, la represión de la Revolución húngara de 1848 acabó con todas las actividades de los clubes de Ajedrez, la prohibición duró hasta 1864.
Szén fue 5.º en el primer Torneo Internacional de la historia, celebrado en Londres en 1851 . En la primera ronda venció a Samuel Newham 2-0, luego perdió 2-4 contra el ganador del torneo, Adolf Anderssen , en la tercera ronda borró del tablero a Bernhard Horwitz 4-0 y en la cuarta a Hugh Alexander Kennedy por 4 ½ - ½.
En 1852, empató un enfrentamiento contra Ernst Falkbeer (+9 -9 =2) en Viena. En 1853, perdió un encuentro contra Daniel Harrwitz (+1 -3 =1) en Londres.

## Biografía
- Adriano Chicco, Giorgio Porreca, Dizionario enciclopedico degli scacchi, Editorial Mursia, Milán 1971